# Achillea ageratum
Espèce
Classification phylogénétique
L'achillée à feuilles d'agératum (Achillea ageratum) encore appelée achillée visqueuse est une plante herbacée vivace de la famille des Astéracées.

## Caractéristiques
- Organes reproducteurs :
  - Type d'inflorescence : corymbe de capitules
  - Répartition des sexes : hermaphrodite
  - Type de pollinisation : entomogame
  - Période de floraison : juillet à août
- Graine :
  - Type de fruit : akène
  - Mode de dissémination : anémochore
- Habitat et répartition :
  - Habitat type : prairies médioeuropéennes, hygrophiles de niveau topographique moyen, thermophiles, subméditerranéennes des sols tassés
  - Aire de répartition : méditerranéen occidental

Données d'après: Julve, Ph., 1998 ff. - Baseflor. Index botanique, écologique et chorologique de la flore de France. Version : 23 avril 2004. 

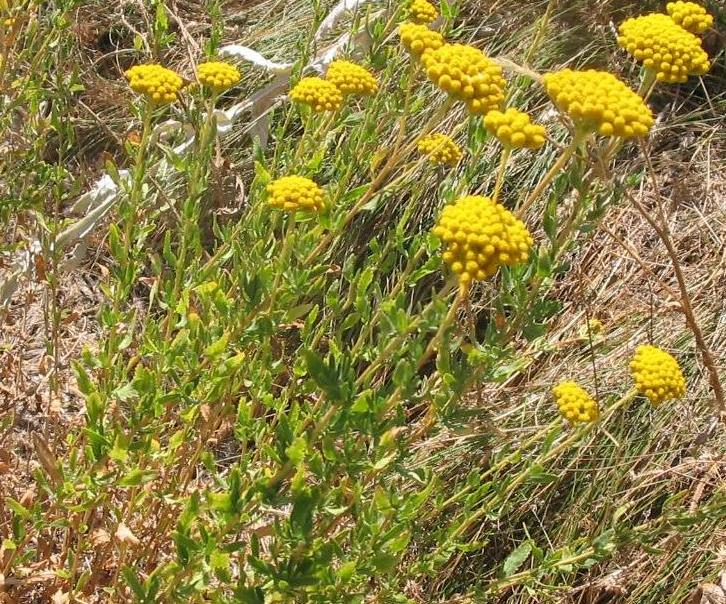
Plante entière.
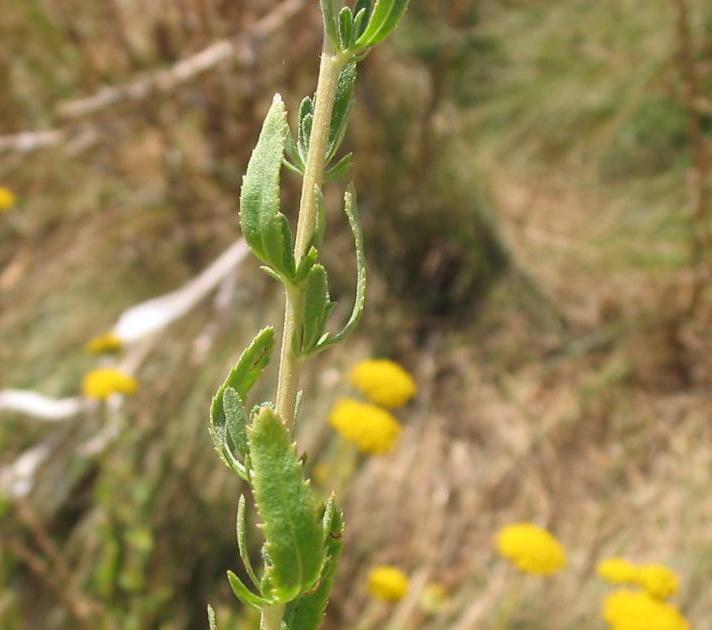
Feuilles.